# کیم کوه-ریونگ
کیم کوه-ریونگ (انگلیسی: Kim Kwe-ryong؛ زادهٔ ۱۷ دسامبر ۱۹۷۹) بازیکن زن بسکتبال اهل کره جنوبی بود. وی در بازی‌های المپیک تابستانی ۲۰۰۴ و ۲۰۰۸ شرکت کرده‌است.